# Iffat-un-Nissa Begum
Iffat-un-Nissa Begum, v překladu slabší mezi ženami, byla mughalská princezna. Byla dcerou prince Dawara Bakše a prapravnučka císaře Šáhdžahána. 

## Rodina a rodokmen
Iffat-un-Nissa se narodila do mughalské císařské rodiny jako princezna; byla dcerou prince Dawara Bakše. Ten byl synem prince Izada Bakše a vnukem prince Murada Bakše, který byl synem císaře Šáhdžahána a jeho manželky Mumtaz Mahal. Jeho matka Mihr-un-Nissa Begum byla dcerou císaře Aurangzeba a jeho manželky Aurangabadi Mahal. 

## Manželství

### Nasrullah Mirza
V březnu roku 1739 provdal císař Nadir Šáh z rodu Afšárovců Iffat-un-Nissu za svého mladšího syna Nasrullah Mirzu. Podle mughalských tradic byl Nasrullah povinen doložit svůj rodokmen předků až sedm generací zpět. Nadir Šáh mu řekl, aby sdělil, že je jeho synem, vnukem šavle, pravnukem šavle a tak dále. Sňatek se oslavoval týden a pokračoval poté celou noc a den. Nábřeží Jamuny naproti zasedání divánu bylo vyzdobeno každý večer lucernami, s ozdobami ve tvaru slonů, volů, tygrů a jelenů, které tam zase vynikaly přes den. 

### Ahmad Šáh Durrami
Po smrti Nesrullaha, se s ní oženil afghánský císař Ahmad Šáh Durrání. V květnu roku 1757, kdy obsadil Dillí, se oženil také se šestnáctiletou dcerou císaře Muhammada Šáha, Hazrat Begum. Kromě těchto dvou princezen si vzal do harému ještě Gauhar-un-Nissu Begum, dceru Alamgíra II.